# Asparagus kraussianus
Asparagus kraussianus — вид рослин із родини холодкових (Asparagaceae).

## Біоморфологічна характеристика
Це багаторічна витка рослина 1–2 м заввишки.

## Середовище проживання
Ареал: ПАР (пд.-зх. Капські провінції).